# آئروموناس
آئروموناس گونه‌ای از باکتری گرم-منفی، بی‌هوازی اختیاری، میله‌ای-شکل و از نظر مورفولوژی شبیه تیره انتروباکتریاسیا است. بیشتر ۱۴ گونه توصیف شده موجب بیماری انسان‌ها می‌شوند. آنها در همه جا در آب شیرین و شور وجود دارند.
آنها با زیرراسته گاماپروتئوباکتریا در یک گروه قرار می‌گیرند.
دو بیماری مهم مرتبط با آئروموناس التهاب معدی‌روده‌ای و عفونت زخم با حضور یا بدون حضور باکتری در خون هستند.التهاب معدی‌روده‌ای به‌طور معمول بعد از مصرف آب یا غذای آلوده رخ می‌دهد،در حالی که عفونت زخم از قرار گرفتن در معرض آب آلوده ایجاد می‌شود.آئروموناس اس‌پی‌پی در شدیدترین شکلش،می‌تواند موجب عفونتی گردد که زندگی را تهدید کرده و برای درمان به آنتی‌بیوتیک و حتی قطع عضو نیاز داشته باشد.

## مطالعه بیشتر
- Walker, S. J. (2003). "AEROMONAS".  In Benjamin Caballero (ed.). Encyclopedia of Food Sciences and Nutrition. Oxford: Academic Press. pp. 62–65. doi:10.1016/B0-12-227055-X/00015-8. ISBN 978-0-12-227055-0.
- Janda, J. M.; Abbott, S. L. (2010). "The Genus Aeromonas: Taxonomy, Pathogenicity, and Infection". Clinical Microbiology Reviews. 23 (1): 35–73. doi:10.1128/CMR.00039-09. PMC 2806660. PMID 20065325.